# Txaupadi

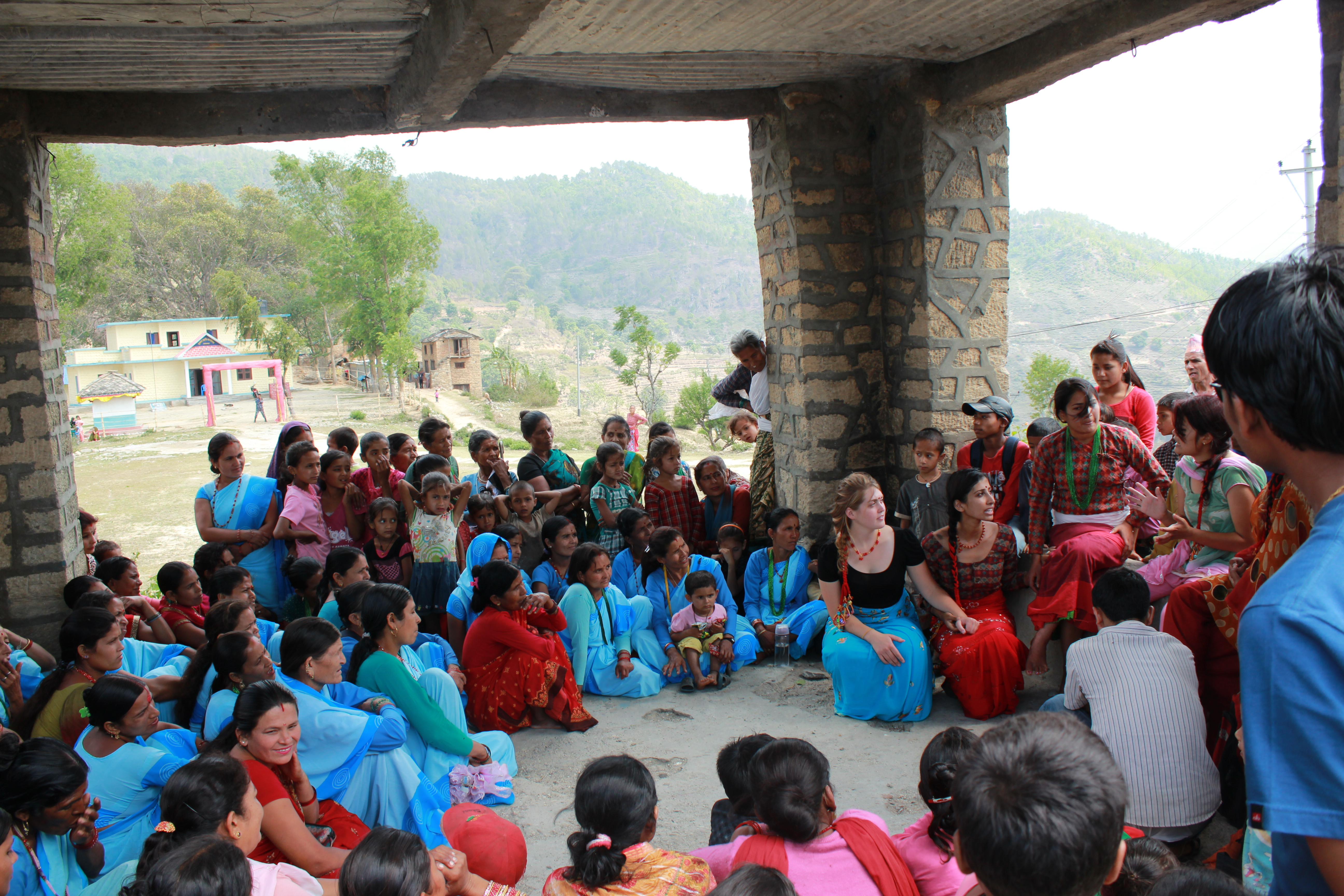
Taller de sensibilització per a dones contra la pràctica del txaupadi al Nepal.

El txaupadi (en nepalès: छाउपडी, chhaupadi) és una forma de tabú menstrual que prohibeix a dones i noies hindús de participar en activitats familiars del dia a dia mentre menstruen, ja que se les considera «impures». Aquesta pràctica de repudi es manifesta principalment a la part occidental del Nepal.
Durant el txaupadi, a les dones se les prohibeix entrar a casa i s'han d'anar a viure, durant la seva durada, a un cobert de bestiar o en un habitatge improvisat conegut com a barraca de menstruació. El part al Nepal també dona lloc a una forma similar de confinament. Durant la menstruació, les dones i les noies estan restringides a participar en esdeveniments de la vida quotidiana i a interactuar amb les seves comunitats.

## Origen
La pràctica del txaupadi és originària de la superstició que la menstruació fa que la dona sigui temporalment impura. Aquesta superstició va sorgir del mite que Indra va crear la menstruació com a mitjà de propagació d'una maledicció. En aquest sistema de creences, es té la certesa que si una dona menstruant toca un arbre, mai més donarà fruits; si consumeix llet, la vaca no donarà més llet; si llegeix un llibre, Sarasvatí, la deessa de l'educació, s'enfadarà; i si toca a un home, emmalaltirà.
La pràctica persisteix en zones rurals, principalment a l'oest del Nepal. També se li diu «chhue» o «bahirhunu» als districte de Dadeldhura, Baitadi i Darchula; «chhaupadi» al districte d'Achham i «chaukulla» o «chaukudi» al districte de Bajhang.

## Descripció
La tradició comença amb el primer cicle menstrual d'una jove adolescent, durant el qual roman al cobert fins a catorze dies. Després, ha de passar la durada de cada període mensual al cobert fins l'arribada de la menopausa. A més, les dones que acaben de parir han de romandre al cobert amb els fills fins a dues setmanes més.
Les dones i les nenes durant la menstruació han de romandre aïllades de la seva família i se'ls prohibeix entrar en cases, cuines, escoles i temples. Durant aquest temps, romanen en el que sovint es coneix com a barraca de menstruació, que normalment es fa de fusta o pedra. En alguns llocs, les dones poden romandre aïllades de la seva família en una habitació separada adjunta a la casa, com ara un cobert utilitzat per guardar eines. Els mobles són escassos, de manera que les dones solen dormir a terra amb només una petita catifa per escalfar-se. És possible que no toquin els membres de la família, especialment els membres de la família masculina, i se'ls passa menjar i aigua de manera que no es toquin. També se les restringeix de participar en funcions familiars, religioses o socials, com assistir al temple o anar a casaments, i les nenes no poden anar a l'escola.
Durant aquest període també se les prohibeix consumir llet, iogurt, mantega, carn i altres aliments nutritius, per por que la seva impuresa faci que les vaques emmalalteixin. La dieta típica durant la menstruació inclou aliments secs, sal i arròs. En aquesta línia, també tenen prohibit l'ús de fonts d'aigua comunitàries o la realització de tasques diàries com banyar-se o rentar-se la roba.
Malgrat l'aïllament social del txaupadi, les dones encara han de treballar, sovint als camps, durant la menstruació.

## Riscos de salut i seguretat
Les dones estan exposades a múltiples riscos per a la salut i la seguretat mentre practiquen el txaupadi. Les cabanes solen estar mal construïdes i no tenen calefacció ni ventilació, deixant a les dones exposades al medi, així com a temperatures extremes durant diferents èpoques de l'any. Les dones corren el risc de desenvolupar malalties com pneumònia o diarrea mentre practiquen el txaupadi i també són vulnerables a l'atac de serps i altres animals. El risc d'asfíxia és elevat si una dona inicia un incendi a la cabana per mantenir-se calenta durant l'hivern. Les dones també han estat violades mentre practicaven el txaupadi. A més, un estudi de Ranabhat i altres sobre dones de 12 a 49 anys al districtes nepalesos de Bardiya i Kailali va demostrar que la pràctica del txaupadi estava correlacionada significativament amb problemes de salut reproductiva com disúria i picor genital.
Tot i que no es disposa de números exactes, un número significatiu de noies i dones moren cada any practicant txaupadi. Particularment a les regions de l'extrem i mitjà occident del Nepal, diverses morts han estat directament relacionades amb l'ús d'aquestes barraques. Les causes van des d'atacs d'animals, com les picades d'escorpí o mossegades de serp, fins a malalties relacionades amb l'exposició. Aquests són alguns exemples de les morts produïdes pel txaupadi:
- El gener de 2010, una jove d'11 anys va morir a causa de diarrea i deshidratació per haver estat mantinguda en una barraca de menstruació. Tant la seva família com el veïnat es van negar a portar-la a l'hospital perquè creien que quedaria impura en cas que la toquessin.[5]
- A finals de 2016, dues dones joves van morir per inhalació de fum i intoxicació per monòxid de carboni en uns incendis.[13][14][15]
- El maig del 2017, Lalsara Bika, una jove de 14 anys, va morir a causa d'una greu malaltia relacionada amb el fred per viure en una barraca de menstruació.
- El juliol de 2017, Tulasi Shahi, de 19 anys, va morir després de ser mossegada per una serp «dues vegades, al cap i a la cama», mentre vivia en un cobert de vaca que s'utilitzava com a barraca de menstruació.
- El gener de 2019, Amba Bohora, una mare nepalesa de 35 anys i els seus fills, de 9 i 12 anys, van morir per inhalació de fum mentre vivien en una barraca de menstruació.[16][17][18]
- A principis de febrer de 2019, Parwati Bogati, de 21 anys, va morir per asfixia i inhalació de fum després d'encendre un foc per mantenir-se calenta.[19]
- El 2 de desembre de 2019, Parbati Budha, de 21 anys, va morir per asfixia i inhalació de fum després d'encendre un foc per mantenir-se calenta. Fou el primer cas amb condemna ferma: l'empresonament del seu cunyat.[20]

## Acció pública contra el txaupadi
Existeixen accions comunitàries i organitzatives per combatre la pràctica. El gener del 2019, les autoritats locals van exigir la destrucció de les barraques de menstruació de Bajura, el municipi en què una dona i els seus dos fills van morir per asfíxia. Això va suposar l'eliminació de 60 instal·lacions i el desplegament de les forces de l'ordre per patrullar després de la destrucció de les barraques.

## Legislació
L'any 2005 la Cort Suprema del Nepal va prohibir el txaupadi, però la tradició, a la pràctica, canviava lentament. L'any 2017 el Nepal va aprovar una llei que castiga a un màxim de tres mesos de presó o una multa de 3.000 rupies nepaleses a les persones que obliguin a noies i dones a recloure's durant la menstruació. No obstant això, a data d'agost de 2018, cinc mesos des de l'entrada en vigor de la nova llei, no s'havien presentat denúncies contra aquells que feien complir la tradició. A finals de 2018, els governs dels districtes de l'extrem occidental del país van començar a negar l'assistència pública als ciutadans que encara aplicaven la pràctica del txaupadi, en un esforç per reduir la pràctica.